# Julio Mera Figueroa
Julio Mera Figueroa (Salta, 18 de mayo de 1940 - 4 de mayo de 2002) fue un político argentino que ejerció como ministro del Interior durante la presidencia de Carlos Menem.

## Biografía
Sus inicios en la política estuvieron ligados al nacionalismo: en abril de 1969 participó en del congreso de Jesús María del Movimiento de la Revolución Nacional (MRN), liderado por Marcelo Sánchez Sorondo.>Nacido en Salta y catamarqueño por adopción, el abogado Mera Figueroa fue electo diputado nacional por Salta en 1973, cuando militaba en los sectores juveniles del justicialismo. 
Ingresó a la Juventud Peronista a principios de los años 1970, pasando después a ser asesor del presidente Héctor Cámpora y de Juan Manuel Abal Medina. Entre 1973 y 1976 fue diputado nacional. Durante el Proceso estuvo preso por motivos políticos durante tres años y se exilió en el Uruguay hasta 1982.
De regreso en su país, volvió a militar en el Partido Justicialista, como asesor del caudillo catamarqueño Vicente Saadi. Fue asesor del mismo durante su gobernación, a partir de 1983, y en 1986 fue interventor del Partido Justicialista de la Provincia de Buenos Aires, y al año siguiente en Córdoba. Posteriormente fue uno de los principales impulsores de la candidatura presidencial de Carlos Saúl Menem.
En enero de 1990 fue nombrado ministro del Interior por el presidente Menem. Durante su mandato presidió la comisión para la repatriación de los restos de Juan Manuel de Rosas.
En julio de 1991 contrajo matrimonio con Agustina Braun Blaquier, junto con el Canciller firmaron y negociaron varios acuerdos entre ellos Acuerdo Aéreo Bilateral con Brasil y Chile, el Acuerdo Bilateral sobre Garantía de Inversiones, como así también la negociación del Acuerdo para evitar la Doble Imposición con España, Portugal y los países del Mercosur. Debió renunciar después del llamado caso Siemens, que le costó su alejamiento del cargo, reemplazado por José Luis Manzano.
En 1993 fue precandidato a gobernador de la Provincia de Salta, candidatura que posteriormente declinó. Al año siguiente fue interventor del PJ de la provincia de La Rioja. Al año siguiente se separó de Agustina Braun Blaquier.
En 1996 inició la campaña para promover la candidatura de Palito Ortega a la presidencia de la Nación, pero terminó por abandonar su intento cuando éste se negó a ceder su puesto para promover la segunda reelección de Menem.Gradualmente se alejó de la política, en parte por problemas serios de salud.
Era propietario de un criadero de caballos en Lobos. Padeció distintas afecciones cardíacas y cáncer de intestinos. Falleció en Buenos Aires en mayo de 2002.
Fue tío del exgobernador de la Provincia de Salta, Juan Manuel Urtubey.